# Paul Pagel
Paul Pagel (* 29. Dezember 1894 in Bredenfelde/Mecklenburg; † 11. August 1955 in Kiel) war ein deutscher Politiker (CDU). Er war 1947 Sozialminister, von 1950 bis 1954 Kultusminister, von 1950 bis 1955 Innenminister sowie 1951 und von 1953 bis 1954 Stellvertretender Ministerpräsident des Landes Schleswig-Holstein.

## Leben
Nach dem Abitur in Neustrelitz absolvierte Pagel ein Studium der Landwirtschaft und der Staatswissenschaften, welches er als Diplom-Landwirt beendete. Nach den beiden Promotionen zum Dr. agr. und Dr. rer. pol. trat er in den Verwaltungsdienst ein. Von 1920 bis 1928 war Pagel stellvertretender Landrat und Kreisrat beim Landratsamt Strelitz. Darauf war er bis 1934 Regierungsrat und Direktor des Arbeitsamtes in Greifswald. 1934 wurde er in den Ruhestand versetzt, worauf er freiberuflich tätig wurde als landwirtschaftlicher Sachverständiger und Lektor bei Bayer IG-Farben, Berlin-Wilmersdorf.
In der NS-Zeit engagierte er sich in der liberalen Widerstandsgruppe Robinsohn-Strassmann-Gruppe und war deren Kontaktmann zur Bekennenden Kirche. Danker und Lehmann-Himmel charakterisieren ihn in ihrer Studie über das Verhalten und die Einstellungen der Schleswig-Holsteinischen Landtagsabgeordneten und Regierungsmitglieder der Nachkriegszeit in der NS-Zeit als „oppositionell/,gemeinschaftsfremd’ “ und Widerstandleistenden.
Paul Pagel war verheiratet und hatte zwei Kinder.

## Politische Tätigkeit
Nach dem Kriegsende 1945 fing er als Stabsleiter bei der Kreisbauernschaft Segeberg an, bevor er 1946 zum Landrat im Kreis Segeberg ernannt wurde und dieses Amt bis 1950 ausübte. 1945 gehörte Pagel zu den Mitbegründern der CDU in Bad Segeberg. Er war von 1946 bis 1947 sowie von 1950 bis zu seinem Tode Mitglied des Landtages von Schleswig-Holstein. 1946 noch Mitglied des ernannten Landtages, war er danach stets direkt gewählter Abgeordneter des Wahlkreises Segeberg-Süd.
Am 28. Februar 1947 wurde er als Minister für Volkswohlfahrt in die von Ministerpräsident Theodor Steltzer geführte Landesregierung von Schleswig-Holstein berufen. Vorangegangen war eine schwere Regierungskrise. Aus Anlass eines Gesetzesentwurfs Franz Rybas zur Einrichtung einer gesonderten Flüchtlingsverwaltung beantragte Andreas Gayk (SPD), dass der Landtag Minister Ryba das Vertrauen entziehen sollte. Dieser Antrag wurde am 28. Februar 1947 im Lübecker Ratssaal mit 39 zu 18 Stimmen angenommen. CDU-Fraktionschef Carl Schröter kündigte an, die CDU-Minister aus der Regierung zurückzuziehen. In der CDU setzte sich jedoch Theodor Steltzer durch, der eine Fortsetzung der Regierungsarbeit befürwortete. Für die CDU nahm daher Paul Pagel das Ministeramt anstelle von Franz Ryba wahr. Die erste freie Landtagswahl in Schleswig-Holstein am 20. April 1947 ging für die CDU verloren und Steltzer zog sich zurück. Nach dieser ersten Landtagswahl, bei der die SPD die absolute Mehrheit errungen hatte, schied Paul Pagel am 19. April 1947 zunächst aus der Regierung aus.
Nachdem die SPD in der Landtagswahl in Schleswig-Holstein 1950 ihre Mehrheit im Parlament verloren hatte, wurde Paul Pagel vom Wahlblock aus CDU, FDP und DP als Ministerpräsidentenkandidat benannt. Am 7. August 1950 versuchte der Wahlblock Paul Pagel über ein konstruktives Misstrauensvotum zum Ministerpräsidenten zu wählen. Da sich der BHE jedoch gegen Pagel entschied und der Wahlblock über keine eigene Mehrheit verfügte, scheiterte die Kandidatur mit 31 von 69 Stimmen. Nachdem Paul Pagel auf das Ministerpräsidentenamt verzichtete, war der Weg für eine Koalition von Wahlblock und BHE frei.
Am 5. September 1950 wurde Paul Pagel unter Ministerpräsident Walter Bartram zum Minister des Innern und zum Minister für Volksbildung ernannt. Im Kabinett Bartram war er der einzige Minister ohne NS-Vergangenheit. Während der Beratungen zum zweiten Entnazifizierungsgesetz Schleswig-Holsteins 1951, das unter anderem die Rückkehr ehemaliger NS-Funktionäre bis in höchste Ämter der Politik und Verwaltung ermöglichte, prägte er den Begriff „Renazifizierung“ in Schleswig-Holstein. In sein Tagebuch schrieb er: „Man kann mit Recht allmählich von einer Renazifizierung sprechen. Merkwürdig, wie selbstverständlich die alten Nazis auftreten und wie feige sie im Grunde sind, wenn man ihnen hart entgegentritt.“ Seine Kabinettskollegen waren für Pagel eine „Koalition aus SA, SS und NSDAP“.
Nach dem Rücktritt Bartrams amtierte Pagel ab dem 25. Juni 1951 als Innenminister, als Kultusminister und zusätzlich bis zum 27. Juni 1951 als Stellvertreter des neuen Ministerpräsidenten Friedrich Wilhelm Lübke. Als Innenminister schritt er weiterhin gegen die „Renazifizierung“ ein. So untersagte er der Stadt Eckernförde 1952, Werner Schmidt „eine Urkunde über die Ernennung zum Bürgermeister auszuhändigen“, nachdem Vorwürfe über Schmidts Rolle vor allem in der NS-Zeit laut wurden.
Pagel wurde er am 7. November 1953 erneut zum Stellvertretenden Ministerpräsidenten berufen. Nach Lübkes Tod trat Pagel am 11. Oktober 1954 vom Amt des Kultusministers und des Stellvertretenden Ministerpräsidenten zurück. Im Kabinett des neuen Ministerpräsidenten Kai-Uwe von Hassel leitete er weiterhin das Innenministerium bis zu seinem Tode am 11. August 1955.